# Меркель, Густав Адольф
Густав Адольф Меркель (нем. Gustav Adolf Merkel; 12 ноября 1827, Одервиц, ныне район Гёрлиц — 30 октября 1885, Дрезден) — немецкий композитор, органист, хоровой дирижёр.

## Биография
Сын органиста. Учился в Дрездене у Иоганна Готлоба Шнайдера (орган) и Юлиуса Отто (контрапункт), в дальнейшем получил также несколько уроков композиции у Роберта Шумана и Карла Райсигера. С 1858 г. органист Приютской церкви в Дрездене, с 1860 г. в Кройцкирхе, с 1864 г. в Дрезденской придворной церкви. Также с 1854 г. преподавал консерватории Кранца, в 1867—1873 гг. руководитель Певческой академии Драйсига.
Меркелю принадлежит около 150 сочинений, преимущественно органных: сонаты, прелюдии, фантазии и фуги, камерные ансамбли с органным сопровождением. Особое значение имеют его произведения для органа в четыре руки, среди которых популярна Соната для двух органистов, d-moll, op. 30.